# Programowalność bezpośrednia
Programowalność bezpośrednia – cecha komponentu elektronicznego lub urządzenia, którego wbudowane oprogramowanie (firmware) można modyfikować bez fizycznego demontażu, np. BIOS we współczesnych płytach głównych. W języku angielskim urządzenie programowalne bezpośrednio określa się jako Field Programmable (dosł. „w polu”), czyli „na miejscu”. Przykładem jest Field Programmable Gate Array.